# Kuroki Tamemoto
Bá tước Tamemoto Kuroki (黒木為楨 Hắc Mộc Vi Trinh), (3 tháng 5 năm 1844 – 3 tháng 2 năm 1923) là một vị đại tướng của Lục quân Đế quốc Nhật Bản. Ông là chỉ huy trưởng của Tập đoàn quân số 1 Nhật Bản trong Chiến tranh Nga-Nhật, tập đoàn quân đã tham gia vào những chiến thắng lớn của quân Nhật tại Mãn Châu như trận sông Áp Lục, trận Liêu Dương, trận Sa Hà và trận Phụng Thiên.

## Sự nghiệp

### Những năm đầu
Ông sinh ra trong một gia đình võ sĩ đạo tại phiên Satsuma, phía nam Kyūshū (ngày nay là tỉnh Kagoshima). Trong Chiến tranh Boshin, Kuroki đã tham gia quân đội gia tộc Shimazu chống lại chính quyền Tokugawa. Ông đã từng tham gia trong các trận đánh tại Toba-Fushimi và lâu đài Utsunomiya.

### Lục quân Đế quốc Nhật Bản
Năm 1871, Kuroki gia nhập Lục quân Đế quốc Nhật Bản mới vừa thành lập với quân hàm đại uý. 4 năm sau, ông được phong hàm thiếu tá. Trong cuộc Chiến tranh Tây Nam năm 1877, Kuroki đã chỉ huy một trung đoàn chống lại gia tộc mình. 17 năm sau, với quân hàm thiếu tướng, ông là sư đoàn trưởng Sư đoàn 6 Lục quân trong Chiến tranh Thanh-Nhật và có tham gia trận Uy Hải Vệ tháng 2 năm 1895.

### Chiến tranh Nga-Nhật

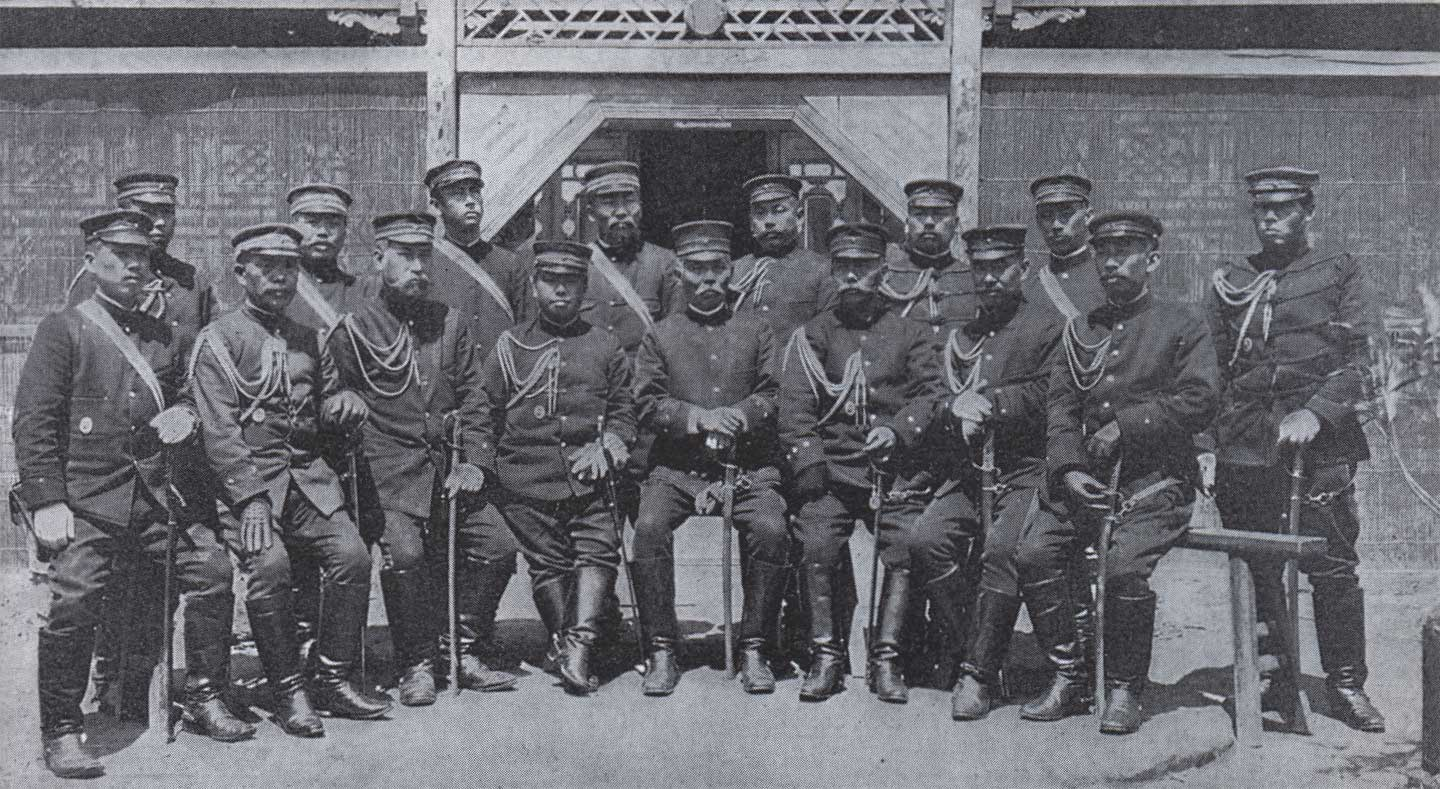
Đại tướng Kuroki và bộ tham mưu của ông sau Trận sông Áp Lục (1904).

Trở thành đại tướng tháng 11 năm 1903, Kuroki được bổ nhiệm làm chỉ huy trưởng Tập đoàn quân số 1 khi Chiến tranh Nga-Nhật bùng nổ. Ông đã cho quân mình đổ bộ lên vịnh Chemulpo (ngày này là Inchon, Hàn Quốc) gần Seoul vào giữa tháng 2 rồi tiến lên phía bắc bao vây một lực lượng quân Nga nhỏ hơn trong Trận sông Áp Lục từ ngày 30 tháng 4 đến ngày 1 tháng 5 năm 1904. Trong Trận Liêu Dương từ 25 tháng 8 đến 3 tháng 9, ông đã chỉ huy cánh trái quân Nhật đẩy lùi một đợt tấn công thiếu tổ chức của quân Nga.
Trong trận Sa Hà, lực lượng dưới quyền Kuroki tiếp tục thành công trong việc phòng thủ lại cuộc phản công của quân Nga do tướng Aleksei Nikolaevich Kuropatkin chỉ huy từ ngày 5 đến 17 tháng 10. Từ ngày 21 tháng 2 đến 10 tháng 3 năm 1905, ông chỉ huy cánh phải quân Nhật trong trận đại chiến tại Phụng Thiên với phần thắng cuối cùng tiếp tục thuộc về người Nhật.

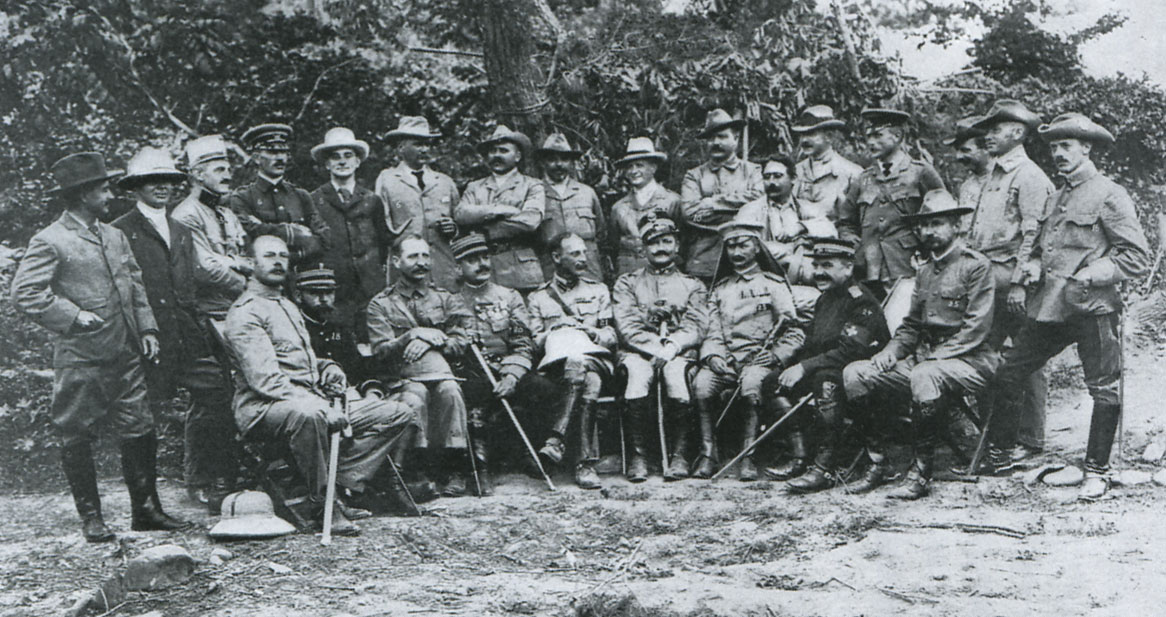
Tuỳ viên quân sự và phóng viên phương Tây bên phía quân Nhật sau trận Sa Hà: 1. Robert Collins; 2. David Fraser; 3. đại uý Francois Dhani; 4. Capt. James Jardine; 5. Frederick McKenzie; 6. Edward Knight; 7. Charles Victor-Thomas; 8. Oscar Davis; 9. William Maxwell; 10. Robert MacHugh; 11. William Dinwiddie; 12. Frederick Palmer; 13. đại uý Berkeley Vincent; 14. John Bass; 15. Martin Donohoe; 16. đại uý ____;　17. đại uý Carl von Hoffman; 18. ____; 19. ____; 20. ____; 21. Tướng Sir Ian Hamilton; 22. ____; 23. ____; 24. ____; 25. ____.

Trong cùng một cách mà Chiến tranh Nga-Nhật có thể được coi là cuộc chiến tranh hiện đại đầu tiên, đại tướng Kuroki có thể được miêu tả là một trong những vị tướng đầu tiên của chiến tranh hiện đại, không phải chỉ vì lực lượng dưới quyền ông đã giành chiến thắng. Ngoài việc phải chỉ đạo chống lại quân Nga, Kuroki còn bắt buộc phải dành sự chú ý đến một nhóm các quan sát viên quân sự và phóng viên phương Tây đến đưa tin về cuộc chiến trong đó có việc kiểm duyệt về thông tin.
Quan sát viên quân sự cấp cao, đại tướng người Anh Sir Ian Hamilton, đã học được những bài học từ Kuroki. Năm 1915 tại Gallipoli, người đứng đầu Kiểm duyệt thông tin chiến trường của ông là nhà báo William Maxwell, người từng cùng với ông có mặt trong đoàn người đi theo Kuroki.
Tuỳ viên quân sự trẻ người Mỹ, đại uý John J. Pershing, người về sau khi trở thành chỉ huy trưởng Lực lượng Viễn chinh Mỹ (AEF) đã thuyết phục nhà báo Frederick Palmer nhận nhiệm vụ cấp phép báo chí cho AEF. Cả Palmer và Pershing đều có được những kinh nghiệm từ cuộc chiến tranh Nga-Nhật thông qua những gì tướng Kuroki đã làm.

### Cuối cuộc đời
Mặc dù đã đạt được những thành công vang dội trong sự nghiệp quân sự, Kuroki là một trong hai vị tư lệnh chiến trường bị từ chối thăng cấp Nguyên soái, nguyên nhân phần lớn là do xuất thân từ Satsuma của ông không được lòng chính quyền lúc bấy giờ do những người Chōshū nằm giữ và cũng vì những mâu thuẫn, tranh chấp trong nội bộ Lục quân Đế quốc Nhật Bản.
Nghỉ hưu năm 1909, ông được nhận tước hiệu danshaku (nam tước) và sau đó là hakushaku (bá tước) trong hệ thống kazoku.
Từ năm 1917, ông trở thành Quan Chưởng ấn của Hoàng gia Nhật Bản (内大臣 Naidaijin) cho đến khi mất vào năm 1923.